# برلمان ساحل العاج
برلمان ساحل العاج (بالإنجليزية: Parliament of Ivory Coast)‏ هو الهيئة التشريعية في ساحل العاج، الذي تأسس في 1960، يتكون من المجلس الأعلى Senate (Ivory Coast) ‏
الذي يضم 120 مقعداً.